# Nylanderia pubens
Nylanderia pubens (Forel), synoniem Paratrechina pubens Forel 1893, is een vliesvleugelig insect dat behoort tot de familie mieren (Formicidae). De soort komt oorspronkelijk uit Zuid-Amerika, maar komt ook voor als invasieve soort in enkele Amerikaanse staten (Georgia, Florida, Mississippi, Louisiana en Texas).
De soort wordt in het Engels Caribbean crazy ant genoemd, maar ook wel Crazy Rasberry ant (gekke Rasberry mier) genoemd, Crazy, vanwege de willekeurige, niet-lineaire bewegingen, en "Rasberry" naar ongediertebestrijder Tom Rasberry, die ze in 2002 niet direct op naam kon brengen. De willekeurige bewegingen komen voor bij meer soorten mieren, die daarom crazy ants worden genoemd. Omdat de morfologische variatie binnen de soort groot is, kon de in Houston aangetroffen populatie niet meteen op naam worden gebracht.
De mieren zijn zo'n 3 mm lang en hebben roodbruine haren. De kolonies hebben meerdere koninginnen. De antennes hebben 12 segmenten met geen knotsvormige verdikking. Deze mier kan niet steken.

## Mierenplaag Houston
Er is in 2008 een grote plaag in 5 county's rond Houston, Texas.. Ze voeden zich met lieveheersbeestjes, Solenopsis invicta (die behoort tot de vuurmieren) en het Attwater-prairiehoen (een van Noord-Amerika's zeldzaamste vogels). Zij kunnen de vuurmieren verdringen, aangezien zij zich sneller reproduceren. De mieren zijn lastig te bestrijden, aangezien zij niet worden aangetrokken door mierenaas en door vrij verkrijgbare pesticiden. De mieren veroorzaken kortsluiting in elektronica, waaronder computers, terwijl ze op zoek zijn naar voedsel.
Op Houston Hobby Airport én in het controlecentrum van NASA bestuderen experts verwoed hoe ze ernstige risico's kunnen vermijden.